# Tidsi Nissendalene
Tidsi Nissendalene (en àrab تدسي نيسدلان, Tidsī Nīsadalān; en amazic ⵜⵉⴷⵙⵉ ⵏⵉⵙⵏⴷⴰⵍⵏ) és una comuna rural de la província de Taroudant, a la regió de Souss-Massa, al Marroc. Segons el cens de 2014 tenia una població total de 5.424 persones.